# Kaden (Middelburg)

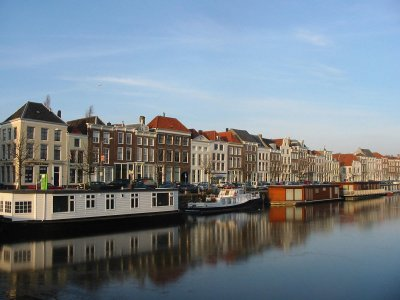
Rouaansekaai

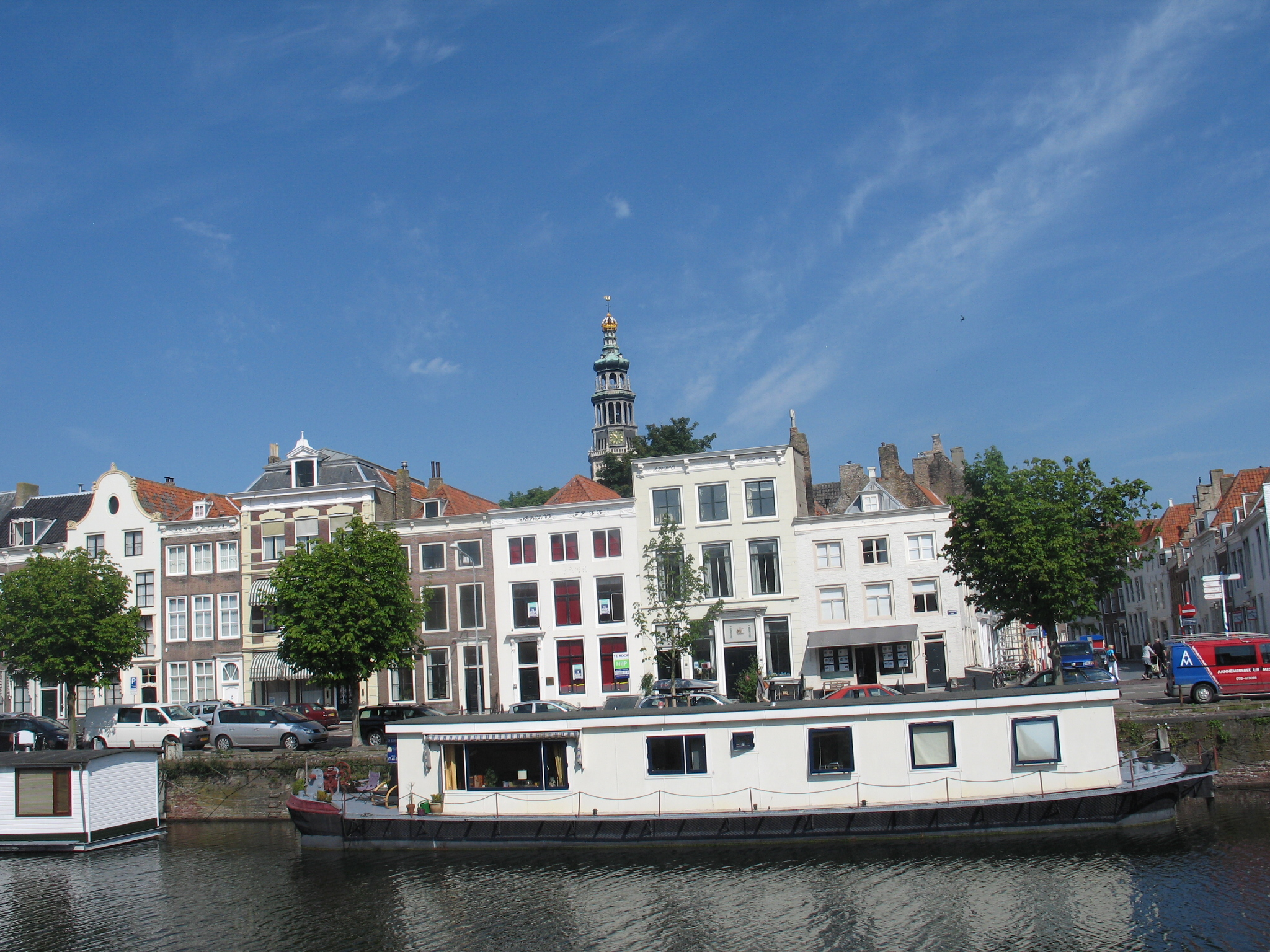
Londensekaai

De Kaden zijn een aantal straten in Middelburg in Zeeland.
Langs de gracht liggen de kaaien (kades) Nieuwe Haven, Turfkaai, Houtkaai, Bierkaai, Londensekaai (wolhandel), Rouaansekaai, Maïsbaai. Dwarskaai en Rotterdamsekaai met mooie achttiende-eeuwse koopmanshuizen en pakhuizen. Ze verwijzen naar een tijd van grote welvaart in Middelburg in de tijd van de VOC toen er nog een open verbinding met de zee was. Middelburg kent, op de Loskade na, alleen maar de benaming kaai.
Hier dicht bij is ook de Spijkerbrug uit 1853.